# Jacó (Costa Rica)

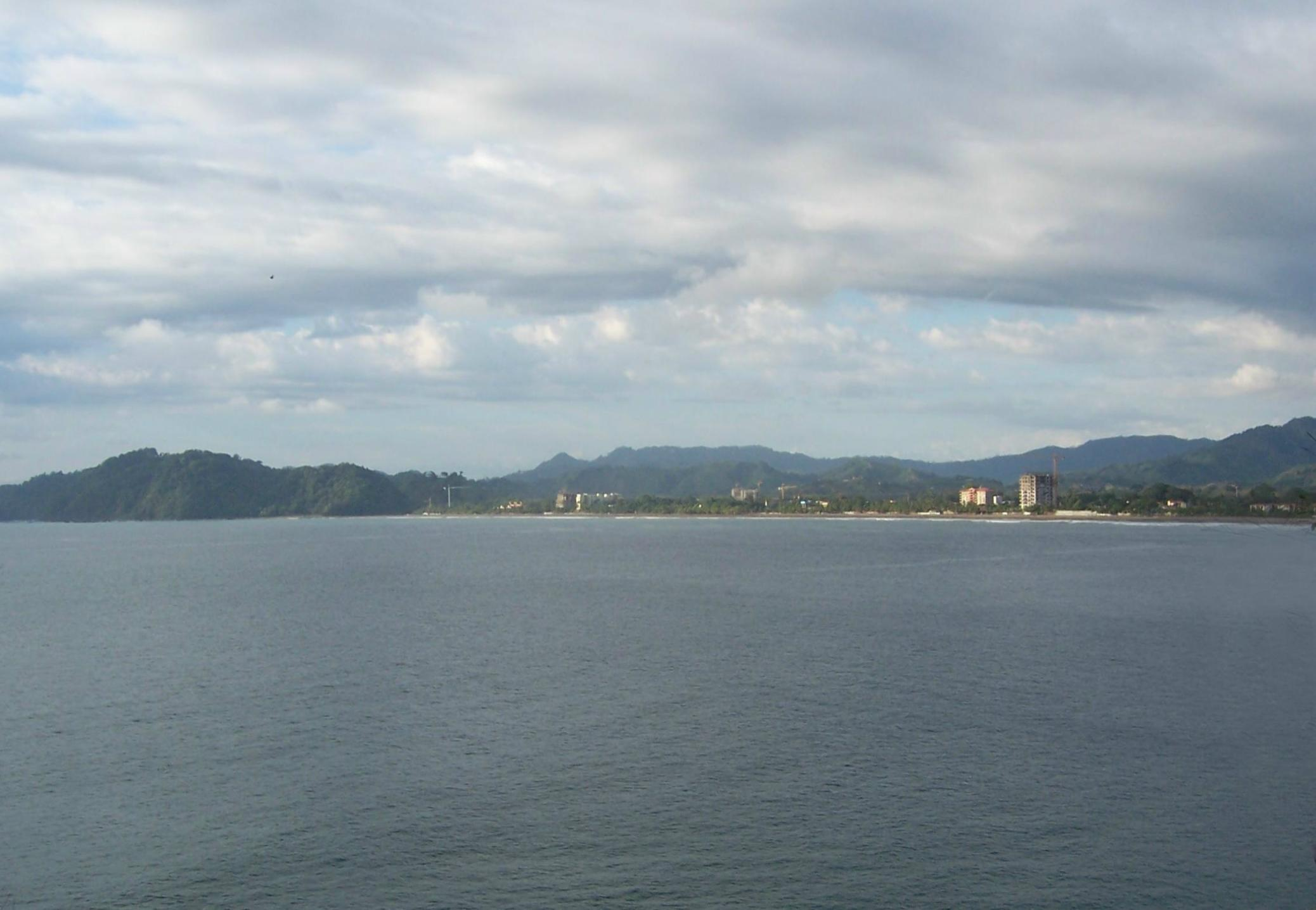
Jacó-Bucht

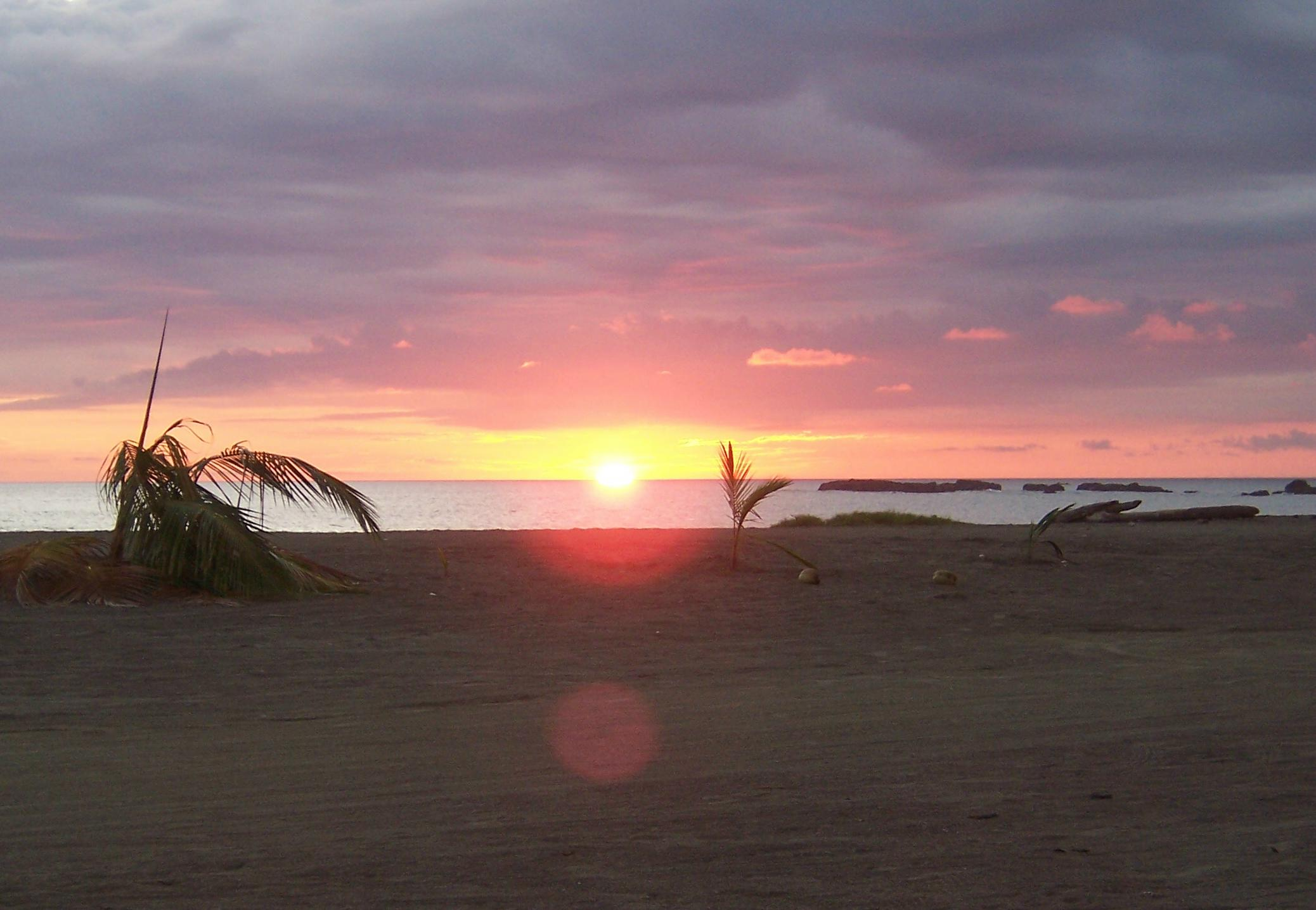
Sonnenuntergang am Strand von Jacó

Jacó (Aussprache in Costa Rica hakó) ist ein Küstenort an der costa-ricanischen Pazifikküste und Hauptort des Kantons Garabito in der Provinz Puntarenas.
Jacó liegt direkt an der Küstenstraße Costanera Sur, von der ein Abzweig durch den Ort führt und dort die einzige Hauptstraße Avenida Pastor Díaz bildet. Entlang dieser Hauptstraße befinden sich Geschäfte aller Art, Banken und Restaurants. Die Nebenstraßen führen zum Strand oder zur Costanera Sur.
Offizielle Angaben zur Einwohnerzahl werden nicht gemacht, die Angaben schwanken zwischen 3000 und 6000 Einwohnern. Die Behörden schätzen etwa 4500 Bewohner, von denen jeweils etwa ein Drittel Costa-Ricaner, ein Drittel Ausländer mit zeitlich unbegrenzter Aufenthaltserlaubnis („Residencia“) und ein weiteres (häufiger wechselndes) Drittel Arbeitskräfte vor allem im Tourismusbereich sind. Die Zahl der Touristenbetten beträgt etwa 35.000. In Jacó befindet sich eine Außenstelle der 2007 in Costa Rica gebildeten Touristenpolizei.
Für den Tourismus stehen der Strand von Jacó und weitere Strände in der näheren Umgebung zur Verfügung (Herradura im Norden, Hermosa, Estilleros Oeste und Estilleros Este im Süden).
Etwa 17 Kilometer nördlich von Jacó befindet sich der Nationalpark Carara und etwa 60 Kilometer südlich der Nationalpark Manuel Antonio.